# Барца (Кошице)
Барца (слч. Barca) је градска четврт Кошица, у округу Кошице IV, у Кошичком крају, Словачка Република.

## Становништво
Према подацима о броју становника из 2011. године градско насеље је имало 3.380 становника.